# Буксбаум, Франц
Франц Буксбаум (нем. Franz Buxbaum; 25 февраля 1900, Либенау — 7 февраля 1979, Фюрстенфельд) — австрийский ботаник, систематик кактусов (а также лилейных), профессор университета в Граце. Он был одним из членов-основателей Международной организации по изучению суккулентов.

## Биография
Франц Буксбаум родился 25 февраля 1900 г. в Либенау под Грацем в Австро-Венгрии (нынешняя Австрия), в семье офицера.
В Граце он окончил школу, гимназию, а зимой 1918—1919 годов поступил на философский факультет местного университета. Через три года, в 1921 году, он поступил на работу ассистентом в ботанический сад Института систематической ботаники. С этого времени и до конца своих дней он связал свою жизнь из ботаникой. С середины двадцатых годов XX века он начинает работать с кактусами. С 1950 года, после основания IOS (Международная организация из изучения суккулентов), Франц Буксбаум посетил США. Именно после поездок в США и полевые исследования в Калифорнии и Аризоне Буксбаум написал книгу  «Cactus culture based on biology» .

## Научная деятельность
Франц Буксбаум был первым, кто положил в основу систематику кактусов строение и тесты семян. Он долгие годы занимался морфологическими исследованиями кактусов, результаты которых нашли отражение в монографии «Морфология кактусов» («Morphologie der Kakteen»). За долгую научную жизнь Буксбаум опубликовал 343 научных работы.
Франц Буксбаум выделил 13 новых родов кактусов:
- Leptocladodia
- Mammilloydia
- Praecereus
- Pseudomammillaria
- Pseudopilocereus
- Rapicactus
- Espostoopsis
- Oehmea
- Turbinicarpus
- Buiningia
- Cumarinia
- Normanbokea
- Ebnerella

## Память
Именем Франца Буксбаума назван род мексиканских кактусов Neobuxbaumia.